# Tiranin iz Montane
Tiranin iz Montane je 7. epizoda strip serijala Ken Parker objavljena je premijerno u bivšoj Jugoslaviji u Lunov magnus stripu br. 439, koji je izašao u decembru 1980. godine. Imala je 91. stranicu i koštala 18 dinara (0,61 $; 1,2 DEM). Naslovnu stranicu nacrtao je Branislav Kerac. (Naslovna strana je verovatno bila namenjena epizodi LMS-460 u kojoj se dva eskima bore za ženu.)

## Originalna epizoda
Originalna epizoda objavljena je u decembru 1977. godine, iako je nacrtana 1976. godine. Scenario je napisao Berardi, a nacrtao Ivo Milaco. Originalni naslov je Sotto il cielo del Messico (Pod meksičkim nebom). Cena sveske iznosila je 400 lira (0,46 $; 0,97 DEM).

## Kratak sadržaj
Radnja počinje u leto 1870. godine, kada tragajući za Donaldom Velšom (LMS-422), Ken prelazi maksičku granicu i stiže u San Luis. Ken se kod lokalnog šefa policije raspituje za Velša. Šef traži instrukcije od više komande i uskoro dobija telegram sa naređenjem da likvidira Kena.
Ken uspeva da pobegne i nailazi na Karmen i Ramona, koji organizuju kladionicu na lažne borbe sa snagatorom. Uskoro, međutim, Ken saznaje da Karmen oružano pomaže pokret otpora “Slobodni Meksiko,” koji se bori protiv zlog generala Huerta.
Ken nekako uspeva da uđe u trag Velšu koji se nalazi u Tihuani, ali Velš je već oformio čitavu organizaciju sa namerom da Huertu podvali 40 mitraljeza marke "Gatling" za zlato. Velšovi ljudi hvataju Kena, Dašiela (koji je preživeo pokolj (vidi LMS-422) i takođe je tragao za Velšom), Karmen i Herkulesa. Taman kada se spremao da ih sve pobije, Huertovi ljudi, koji otkrivaju da mitraljezi zapravo ne postoje, dolaze da se obračunaju sa Velšom. Velš uspeva da pobegne, ali Karmen i Herkules ginu, dok Ken i Dašijel nekako uspevaju da izvuku živu glavu.

## Značaj epizode
Epizoda eksplictno uvodi u serijal Kenov optimističan pogled na svet. U konverzaciji sa nepoznatim kaubojem u salunu, potvrđuje se pretpostavka o Kenovoj spremnosti da svima pruži drugu šansu. Ovakav pristup je Kena zamalo koštao života prilikom prvog obračuna sa Velšom (LMS-422).
Istovremeno, Ken sa nepoznatim kaubojem raspravlja o tome da li su ljudi po prirodi dobri ili zli. Dok Ken smatra da se ljudi rađaju dobri, a da životne okolnosti naprave diferencijaciju na dobre i zle, stranac smatra da jednostavno postoje ljudi koji se nikada neće odreći oružja i sile da bi ostvarili dobit, tj. da ljudi ubijaju po instinktu životinje da bi dokazali da su jači. U suštini, odnos između Kena i Donalda Velša simbolizuje ova dva suprotstavljena shvatanja ljudske prirode koji se s vremena na vreme ponovo pojavljiuje u serijalu. Dok Ken simbolizuje dobrotu i spremnost na saradnju, Velš simbolizuje "prirodno" zlo, tj. osobu koja je spremna da ispali bilo koga ako korist od toga prevazilazi štetu. (Velš uspeva da prevari i generala Huerta, koji je u epizodi takođe predstavljen kao negativac.)

## Naslovna strana
Naslovna strana koju je nacrtao Branislav Kerac ne odlikava radnju epizode. Pre bi se moglo reći da je pravljena za epizodu Eskimka Enja, u kojoj se dva Eskima bore za naklonost žene (LMS-460).